# Río Estós
El río Estós es un río altoaragonés, afluente del río Ésera, que a su vez lo es del río Cinca, formando parte de la cuenca del Ebro.
Nace en el Puerto de Chistau (2.577 m s. n. m.), cerca de la ladera este del Pico del Posets (3.375 m s. n. m.).
Recibe las aguas del Barranco de Paúl, por la derecha, del Barranco de Clarabide y del Barranco de la Coma, por la izquierda, del Barranco de Bardamina, por la derecha, del Barranco de Gías y del Barrancode Molseret, por la izquierda, del Barranco de Montidiego, por la derecha, del Barranco del Perdiguero, por la izquierda, de Aigüeta de Batiselles (recogiendo las aguas de los Ibones de Escarpinosa, Batisielles y Perramón), del Barranco de Marsol y del Barranco de Trapa por la derecha.
Desemboca pasado el embalse de Estós en el río Ésera, junto a la central de Rigau.
- Datos: Q6115119